# Icerya flocculosa
Icerya flocculosa är en insektsart som beskrevs av Hempel 1932. Icerya flocculosa ingår i släktet Icerya och familjen pärlsköldlöss. Inga underarter finns listade i Catalogue of Life.